# Анденес

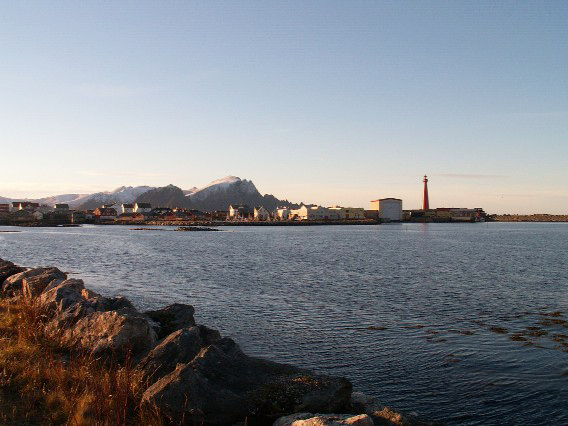
Гавань Анденес

Анде́нес, ранее Аненнес (норв. Andenesо файле) — город и бывший муниципалитет в дистрикте Вестеролен в фюльке Нурланн, Норвегия. Население города — 2708 жителей (2015 год).
Анденес был исключён из состава муниципалитета Дверберг 1 января 1924 г. 1 января 1964 г. путём слияния Анденеса, Дверберга и Бьёрнскинна был создан новый муниципалитет Аннёй.
Анденес самое северное поселение острова Аннёя и фюльке Нурланн. На востоке от него находится остров Сенья, а на западе бескрайний горизонт Северной Атлантики. Местные жители называют город Nordlyskommunen (коммуна Полярного Сияния).

## Название
Древненорвежская форма названия Андарнес (Andarnes) (от первоначального *Амдарнес (*Amdarnes)). Первый элемент — родительный падеж от Эмд (Ömd) (старое название острова Аннёя), последний элемент — нес (nes) мыс.

## История
Уже во времена железного века Анденес был важной рыбацкой деревней. К началу 20-го века он стал одним из самых больших рыболовецких портов в Норвегии.
Анденес был отдельным муниципалитетом с 1924 по 1964, до тех пор пока Анденес, Дверберг и Бьёрншинн не были объединены в новый муниципалитет Аннёй. В Анденесе находится резиденция главы муниципалитета, а также он является административным центром муниципалитета. В начале 80-х годов 20-го века население города составляло 3770 жит., что делало его самым населённым городом Вестеролена. Уменьшение территории аэродрома и общая популяционная централизация в Норвегии привели к драматическому снижению численности населения за последние 20 лет.

## Аэродром
Решение о строительстве аэродрома было принято в 1952 и профинансировано большей частью НАТО. Он находится между Хёуйнесом и Анденесом. Первые самолёты Douglas DC-3 Королевских Норвежских Воздушных Сил (КНоВС) приземлились на посадочную полосу 17 сентября, 1954. Однако аэродром не действовал полностью до 15 сентября, 1957.
В 1961 сюда был переведён 333-й Эскадрон с аэродрома Сола, состоящий из Grumman HU-16 Albatross. В 1969 они были заменены на Lockheed P-3 Orion. В 1989 Lockheed P-3C Orion заменили устаревшие P-3B. Два невыработавших свой ресурс P-3B были переделаны в P-3N для патрулирования в Норвежской Береговой Охране. Помимо рыболовства, аэродром Аннёйя был наиболее значимым местом работы в Аннёйе с 70-х годов.

## География
Город расположен в 300 км к северу от Полярного круга и полярный день здесь длится с 19 мая по 25 июля. Солнце находится ниже горизонта с 25 ноября по 28 января.

## СМИ, культура и развлечения
Местная газета называется «Andøyposten».
Анденес принимает гостей на ежегодном «Rock mot Rus» (Рок против наркотиков) фестивале, на котором выступают молодые рок-группы.

## Известные люди
- Том Стенволл (Tom Stenvoll), футболист выступающий за Стабек
- Давид Педерсен (David Pedersen), певец известный по ТВ-шоу Идол
- Кристиан и Рогер Адолфсен (Kristian & Roger Adolfsen), владельцы сети отелей Norlandia Hotels